# Malta (Montana)
Pour les articles homonymes, voir Malta.
La ville de Malta (en anglais [ˈmɒltə]) est le siège du comté de Phillips, dans l’État du Montana, aux États-Unis. Lors du recensement de 2010, sa population s’élevait à 1 997 habitants.

## À noter
Malta est située à l’intersection de l’U.S. Route 2 et de l’U.S. Route 191.

## Galerie photographique

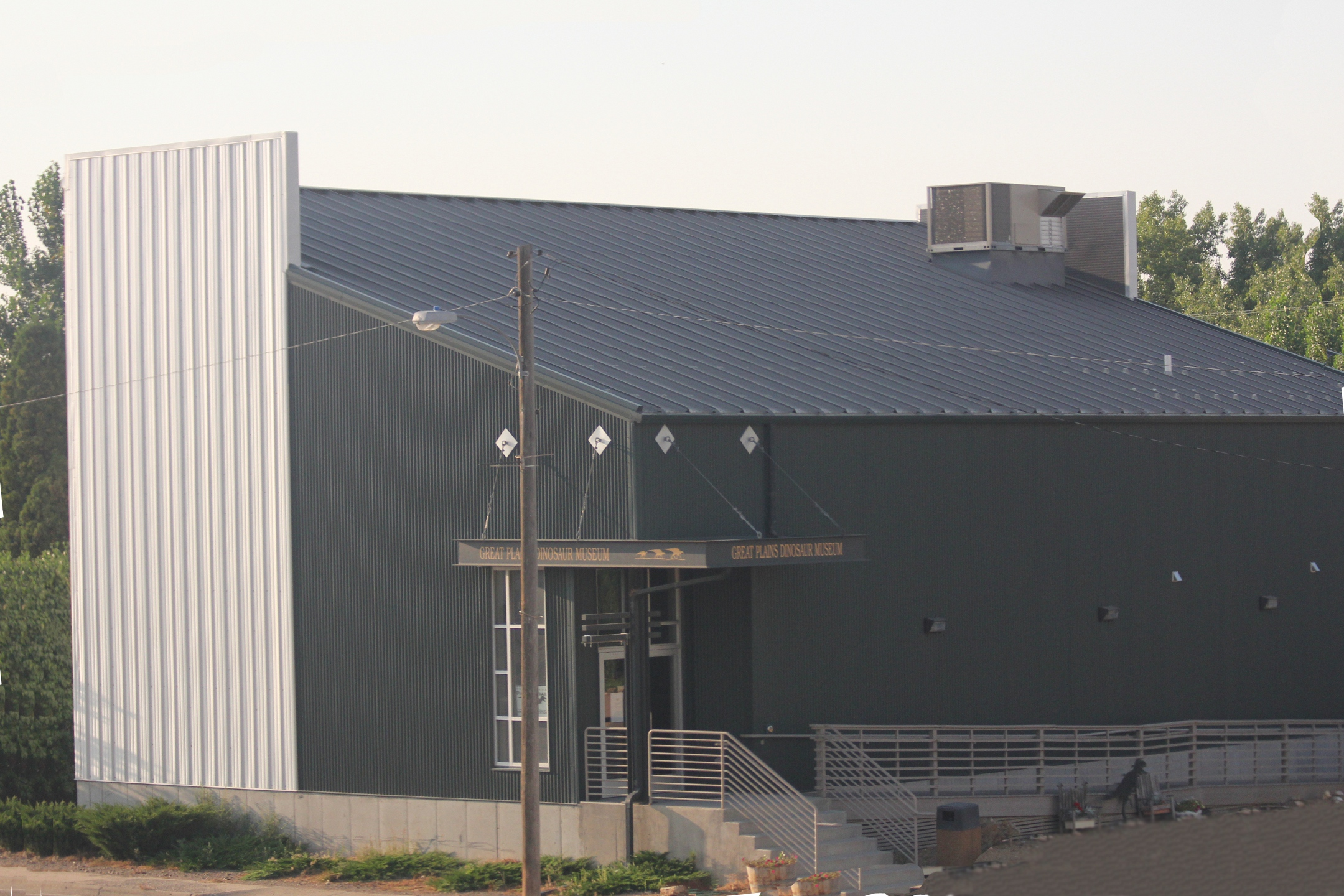
Le musée des dinosaures
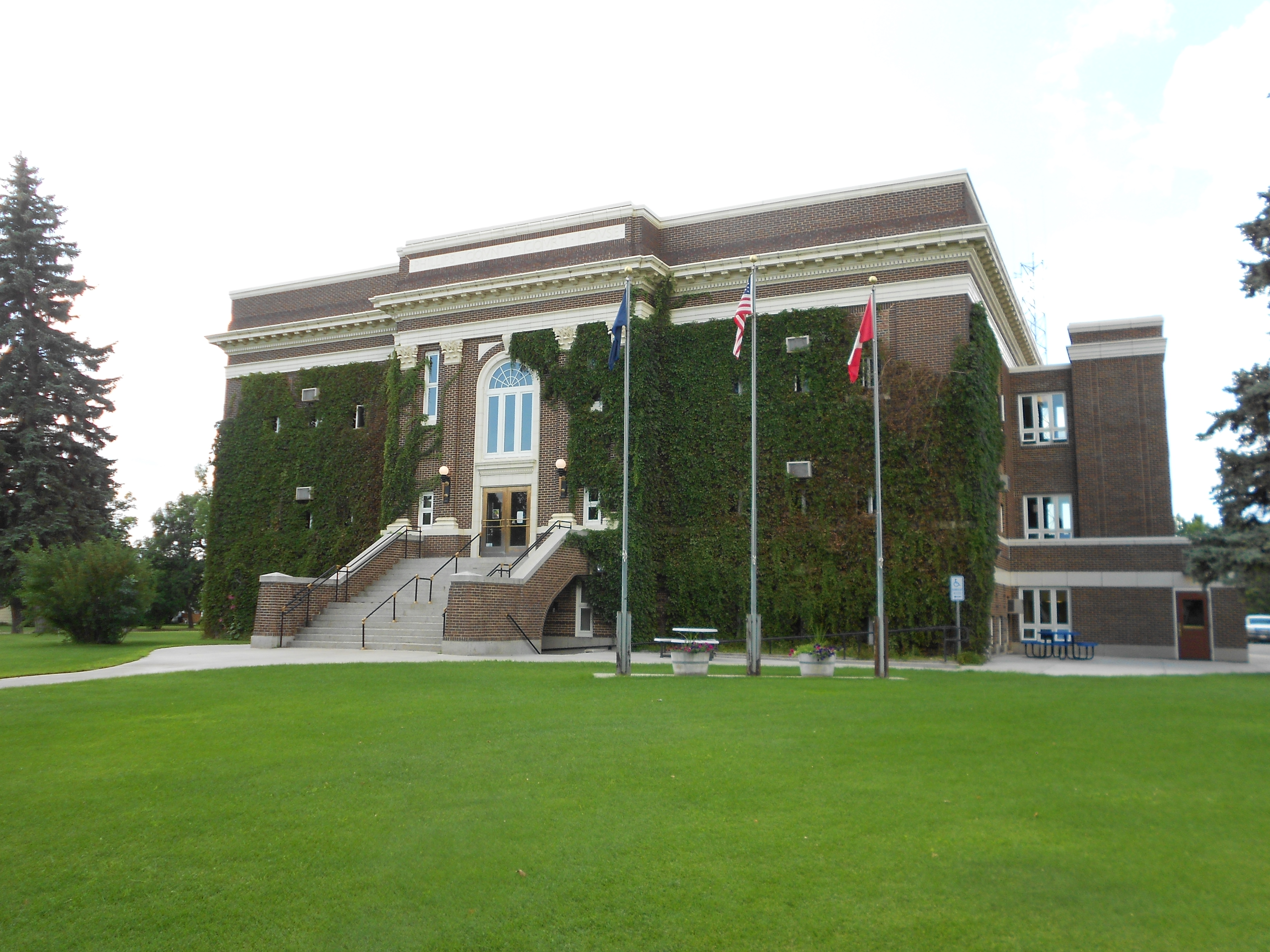
la cour de justice du comté